# بیگولی

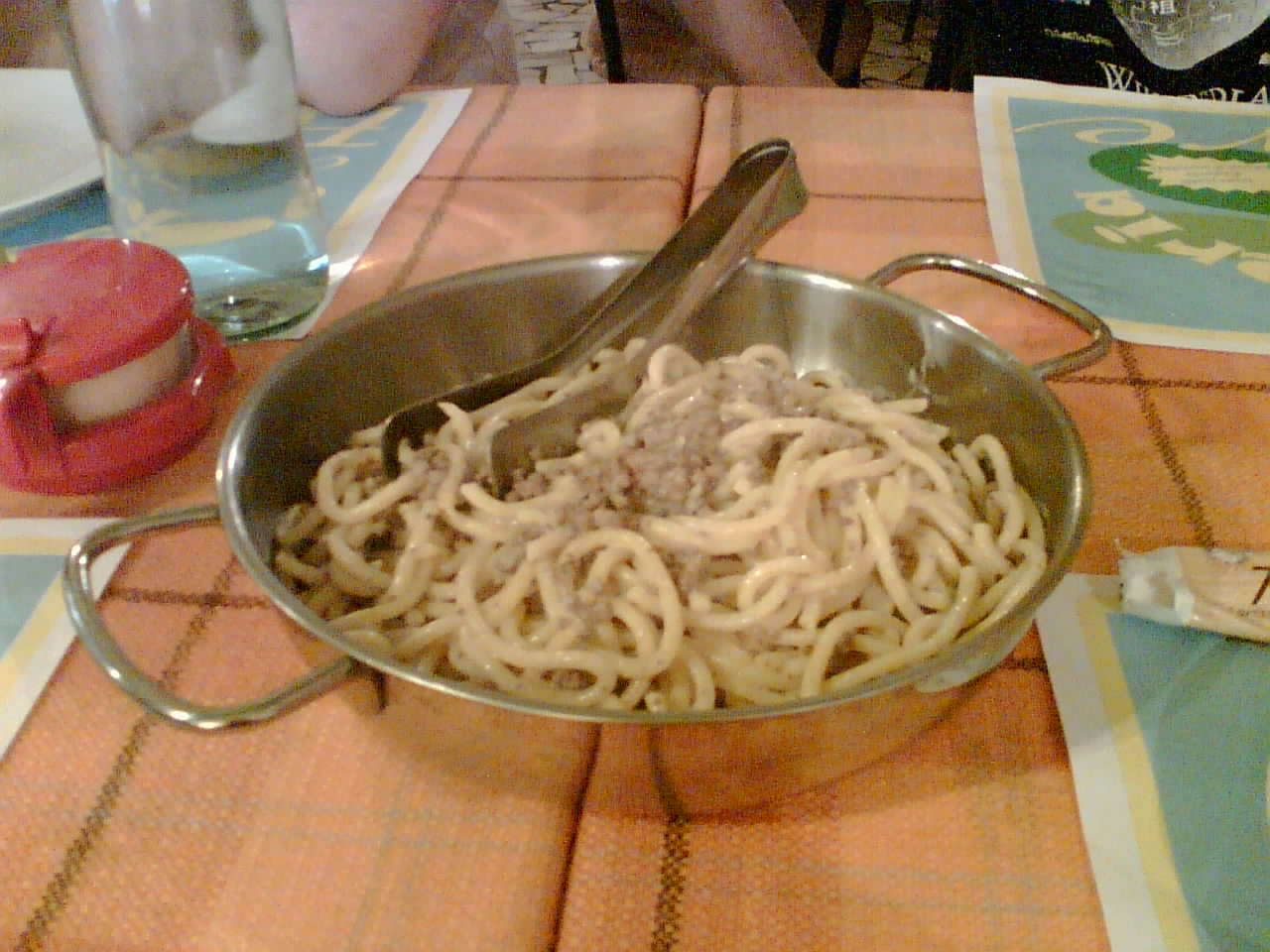
پاستای بیگولی

بیگولی (به ایتالیایی: Bigoli) نوعی پاستای رشته‌ای بلند و ضخیم است که از ترکیب آرد گندم کامل، آب و نمک تهیه‌شده و در غالب اوقات تخم مرغ یا تخم اردک نیز به آن اضافه می‌شود. این پاستا سطحی ناهموار دارد که به نگهداشتن سس و جذب طعم آن کمک می‌کند.

## طرز تهیه
آرد را بر روی صفحه‌ای چوبی ریخته و آب و اندکی نمک به آن می‌افزایند تا خمیری بسیار سفت و یکنواخت شکل گیرد. سپس خمیر را مدتی استراحت داده و بعد آنرا به چند تکه تقسیم می‌کنند. هر تکه را داخل دستگاه پاستاسازی به نام torchio da bigoli قرار داده و با چرخاندن دستهٔ دستگاه، پاستاهایی بلند و ضخیم از انتهای دستگاه خارج می‌شود. این رشته‌ها را سپس به طول ۳۰ سانتی‌متر بریده و درون آب‌نمک فراوان می‌جوشانند.

## مصرف
پاستای بیگولی را بنا بر سنت همراه با سس پیاز، ماهی تن و ماهی کولی یا همراه با آلوئه یا خرچنگ سرو می‌کنند. همچنین می‌توان آن را همراه با آبگوشت مرغابی، سس سبزیجات یا سس‌های با پایهٔ گوشت نیز استفاده نمود.